# Riaguas de San Bartolomé
Riaguas de San Bartolomé is een gemeente in de Spaanse provincie Segovia in de regio Castilië en León met een oppervlakte van 11,65 km². Riaguas de San Bartolomé telt 37 inwoners (1 januari 2016).

## Demografische ontwikkeling
Bron: INE, 1857-2011: volkstellingen